# Jacques Julien Houtou de La Billardière
Jacques Julien Houtou de La Billardière (también llamado Jacques-Julien Houtou de La Billardière o simplemente La Billardière) (Alençon, Baja Normandía, 28 de octubre de 1755 - París, 8 de enero de 1834) fue un botánico y médico francés.

## Biografía
Estudia medicina en Montpellier y en Reims, y en 1755 obtiene su doctorado en París. Interesado por la historia natural, estudia en Gran Bretaña con Sir Joseph Banks (1743-1820) y con Sir James Edward Smith (1759-1828). Herboriza flora de la zona de los Alpes y del Delfinado, y es nombrado responsable de una misión a Chipre, Siria y el Líbano.
El 18 de agosto de 1792 es nombrado corresponsal de la Academia Real de Ciencias. Ese mismo año, bajo las órdenes de Antoine Bruny d'Entrecasteaux, participa en la misión encargada de intentar hallar las naves La Boussole y L'Astrolabe de la expedición de La Pérouse perdida en Oceanía. d'Entrecasteaux fracasa en esa misión, y las naves de la expedición de socorro efectúan un reconocimiento del sudoeste de Australia, Tasmania, Nueva Zelanda y las Antillas. Labillardière, Claude Antoine Gaspard Riche (1762-1798) y Étienne Pierre Ventenat (1757-1808) recolectan grandes colecciones de especímenes zoológicos, botánicos y geológicos, describiendo costumbres y las lenguas de los originarios australianos.
Entretanto, se declaran las guerras revolucionarias, y su nave es capturada por los holandeses, al arribar a Java, y sus colecciones son enviadas a Gran Bretaña como "trofeos de guerra". Está totalmente desesperado por tres años fútiles. Su antiguo maestro Sir Joseph Banks intercede en su favor, consiguiendo que las autoridades británicas le retornasen sus colecciones. Y así regresa a Francia con ellas en 1796.
Poco después es enviado a Italia como miembro de la comisión científica y de las artes durante la campaña de Italia del general Bonaparte, para enriquecer las colecciones de los museos nacionales. Publica un relato de su viaje a Oceanía, Relation du voyage à la recherche de La Pérouse (Relación del viaje a la búsqueda de La Pérouse) (1799), que fue un éxito internacional. El 26 de noviembre de 1800 es escogido miembro de la Academia de las Ciencias. De 1804 a 1806, publica Novae Hollandiae plantarum specimen, una descripción extensiva de la flora de Australia.
Se interesa por la calidad del añil, publicando un estudio relativo a la medida del color de la Indigofera tinctoria. Amigo de Louis-Augustin Bosc d’Antic (1759-1828) y de André Michaux (1746-1803), también fue amigo y correspondiente de Jean-Marie Léon Dufour (1780-1865) y de Jean-Baptiste Bory de Saint-Vincent (1778-1846).

## Algunas obras
- Icones plantarum Syriae rariorum. París (1791-1812), con 58 grabados
- Novae Hollandiae plantarum specimen. París (1804-1806), 2 vv. con 265 grabados; una descripción de la flora australiana
- Relation du Voyage à la Recherche de la Pérouse. París (1800), 2 vols. con atlas (Google libros; Google libros vol. 2) (alemán: Reise nach dem Südmeer zur Aufsuchung des La Perouse. Campe, Hamburgo (1802); Google libros vol. 2)
- Sertum Austro-Caledonicum. París (1824-25), 2 vv.

## Honores

### Epónimos
Su obra es honrada con diversos nombres científicos dedicados a él, incluyendo el género Billardiera (una apiácea) y la especie Poa labillardieri (del género Poa).
- La abreviatura «Labill.» se emplea para indicar a Jacques Julien Houtou de La Billardière como autoridad en la descripción y clasificación científica de los vegetales.[2]

## Abreviatura (zoología)
La abreviatura Labillardière  se emplea para indicar a Jacques Julien Houtou de La Billardière como autoridad en la descripción y taxonomía en zoología.